# Guillermo Rodríguez Lara
Guillermo Antonio Rodríguez Lara, noto come Bombita (Pujilí, 4 novembre 1923), è un politico e generale ecuadoriano, dittatore dell'Ecuador dal febbraio 1972 al gennaio 1976 in seguito al colpo di stato militare di El Cortelazo eseguito da un comandante della marina di nome Jorge Queirolo G. costringendo il presidente José María Velasco all'esilio, a Buenos Aires, in Argentina. Durante il suo governo, l'estrazione delle riserve petrolifere del paese finanziò la costruzione di ospedali, scuole, strade (in particolare, la pavimentazione della strada Quito-Tulcán), la raffineria di petrolio di Esmeraldas e nuove attrezzature per le forze armate. L’esercito ecuadoriano lo rimosse dal potere nel 1976 con un altro colpo di stato appoggiato dagli Stati Uniti.
Ha compiuto 100 anni il 4 novembre 2023.

## Biografia
Rodríguez è nato il 4 novembre 1923 a Pujilí, un piccolo paese situato nella zona rurale della provincia interandina di Cotopaxi dell'Ecuador. Ha completato gli studi secondari presso la Scuola Militare Eloy Alfaro di Quito, dove all'epoca si addestravano gli ufficiali dell'Esercito ecuadoriano. Nel 1944 ha ottenuto una borsa di studio per proseguire gli studi presso la scuola militare colombiana, istituto dove ha avuto ottimi voti e quindi il grado di primo tenente. Nel 1947, grazie ad una borsa di studio, ha frequentato la Scuola Tecnica Superiore argentina, ottenendo ottimi risultati accademici e diplomandosi come ingegnere militare. Ha studiato anche negli Stati Uniti, alla School of the Americas.

### Carriera militare
Dal 1962 al 1964 Rodríguez Lara è stato professore presso la Scuola delle Americhe a Panama. Nel 1966 è entrato nello Stato Maggiore dell'Accademia di Guerra dell'Esercito ed è decorato dal presidente Clemente Yerovi. Dopo il tentativo di colpo di stato militare del marzo 1971, ci fu una riorganizzazione dell'alto comando delle Forze Armate ecuadoriane. Ciò favorì Rodríguez Lara, nominato comandante generale dell'esercito dal presidente José María Velasco Ibarra, all'epoca del suo quinto mandato presidenziale (1968-1972).

## Background politico del colpo di stato

### Il peso politico del fattore Bucaram
Il Paese era sull’orlo delle elezioni generali che non si sono mai svolte e nelle quali Assad Bucaram era considerato il candidato favorito. Assad Bucaram era attivo nel partito Concentrazione delle Forze Popolari (CFP). Nessuno dei suoi avversari ha mostrato l'influenza e la forza elettorale che gli veniva attribuita; gli oppositori di Bucaram hanno utilizzato le risorse più diverse per cercare di neutralizzarlo e di allontanarlo dalla vita politica del paese. Come accusarlo di non essere ecuadoriano di nascita, strategia utilizzata ancora una volta per non permettergli di candidarsi alla presidenza quando avvenne il ritorno alla democrazia nel 1979 o di candidarsi a vicesindaco di Guayaquil alle elezioni del 1978. Ha sempre affermato di essere nato nella città di Ambato.
Uomini d'affari e proprietari di vaste aree pensavano che Assad Bucaram potesse intraprendere un'aggressiva campagna di espropri o nazionalizzazioni che li avrebbe spogliati dei loro possedimenti.

### Dittatura civile di Velasco Ibarra
In precedenza, il presidente Velasco Ibarra si era dichiarato dittatore civile nel 1970, aveva sciolto il parlamento, creando le condizioni che avevano portato i militari a prendere il potere nel febbraio del 1972. La democrazia era stata stabilita da pochi anni, da quando la giunta militare guidata dal contrammiraglio Ramón Castro Jijón fu costretta a dimettersi in seguito ad una violenta rivolta popolare. E dei tre 'leader succedutisi alla Giunta Militare fino al colpo di stato di Rodríguez Lara, solo uno lo fu presidente, Velasco Ibarra. Gli altri due, Clemente Yerovi Indaburu e Otto Arosemena Gómez, esercitarono la presidenza ad interim.

## Il colpo di Stato
Il 15 febbraio 1972 ebbe luogo un colpo di stato, guidato da un ufficiale della Marina ecuadoriana, l'allora comandante Jorge Queirolo Gómez, e che portò al potere, nelle prime ore del mattino, il generale Guillermo Rodríguez Lara. Il colpo di stato fu compiuto nella città di Guayaquil, senza atti di violenza rilevanti. Lo spiegamento militare è stato minimo ed è passato praticamente inosservato alla popolazione e alla guardia militare della città, anche nel quartiere dove si trovava la residenza presidenziale (Los Ceibos). Per sfruttare il fattore sorpresa, l'operazione fu effettuata all'imbrunire del martedì grasso (festa tradizionale in Ecuador), in modo che la maggior parte della popolazione fosse distratta dai festeggiamenti, comprese le truppe della Brigata di fanteria n. 5. "Guayas", responsabile della sicurezza e che si trovava relativamente vicino al centro della città. Risultarono presenti solo pochi soldati e un ufficiale delle guardie.

### Esilio di Velasco Ibarra
Lo stesso giorno, senza dare il tempo ai suoi sostenitori di reagire, Velasco Ibarra fu rapidamente espulso dall'Ecuador e costretto a imbarcarsi su un aereo dell'Aeronautica Militare Ecuadoriana che lo portò a Panama, da dove partì poco dopo per Buenos Aires, in Argentina. Tornò in Ecuador nel 1978 dopo la morte della moglie Corina del Parral in un incidente stradale. Questo evento segnò la fine della carriera politica di José María Velasco Ibarra, poiché non intervenne mai più nella vita pubblica dell'Ecuador e rilasciò solo occasionalmente dichiarazioni isolate.

## Presidente dell'Ecuador
Politicamente Rodríguez Lara si definiva un ecuadoriano moderato di sinistra con desideri progressisti, ma senza tendenze totalitarie, marxiste-leniniste o filo-sovietiche. In pratica si allineò agli Stati Uniti, dal cui governo dipendeva molto, soprattutto per questioni commerciali e tecnologiche. Il governo di Rodríguez Lara si caratterizzava per essere meno repressivo rispetto ad altre dittature contemporanee nell'area sud-americana. Tra il 1972 e il 1976 non sono stati segnalati casi confermati di sparizioni politiche, né di esecuzioni extragiudiziali. Né si conoscono oppositori uccisi o aggrediti per ordine del governo in quel periodo. Infatti, molti cileni di sinistra in fuga da Augusto Pinochet andarono in esilio in Ecuador, soprattutto tra il 1973 e il 1976.
Dopo il 1972, i partiti politici invocarono un rapido ritorno all’ordine costituzionale democratico. Al che Rodríguez Lara fu piuttosto duro: "Non permetterò che i partiti politici diventino guardiani del governo".
Il suo governo ritornò alla Costituzione del 1945, formando un gabinetto misto, in cui i principali portafogli erano nelle mani di ufficiali militari in servizio attivo. I partiti politici continuarono a sperare in un rapido ritorno alla democrazia, finché Rodríguez Lara annunciò il suo piano quinquennale, cominciando ad esercitare il potere con l'aiuto di un Consiglio di Governo, composto da soldati dei tre rami delle Forze Armate, poi soppiantato da una Commissione Legislativa.

## Vita privata
Nel 1953 sposò nella sua città natale Aída Judith León, dalla quale ebbe cinque figli.